# 特拉布宗体育
特拉布宗体育（Trabzonspor）是一家位于土耳其东北部特拉布宗的大型综合性体育俱乐部，于1967年由几家特拉布宗市内的俱乐部合并成立。绰号“栗蓝军团”，这也是俱乐部的两个传统颜色，球队主场名称为侯赛因·阿夫尼·阿克尔球场。 从建立俱乐部开始球队球衣的色调就是栗色与蓝色的搭配。1967年开始球队在土耳其二级联赛作战，1974年升入甲级联赛开始一直在土超联赛比赛，1976年他们首次获得土超冠军，至2022年为止共赢得过7次土耳其顶级足球联赛冠军，是伊斯坦布爾以外最成功的球隊，為土耳其一家富有传统的强队。

## 历史

### 1923年–1973年
1923年的时候当时的特拉布宗市内有4家主要的体育俱乐部：İdmanocağı、İdmangücü、Necmiati和Trabzon Lisesi，四家俱乐部互为死敌，尤其以前两家实力更强，不过四家参加的都是地区规模的地方联赛。由于财力难以同费内巴切等强队抗衡，这四家球会的优秀球员最终纷纷被来自于国内最大的两个城市伊斯坦布尔和安卡拉的球队挖走。
1962–1963赛季开始后，当时的土耳其足协主席奥尔汗·赛雷夫·阿帕克（Orhan Şeref Apak）要求四家俱乐部合并去参加土耳其的二级联赛，但是İdmanocağı与İdmangücü这两家最大的敌人却迟迟不愿进行整合。后来市政官员和俱乐部官员共同商讨了一整天，虽未能达成一致，但是获保证到1967年会完成合并。不过到了1966年，只有İdmanocağı、Martıspor和Yıldızspor三家俱乐部合并，他们身穿黄色加红色的球衣参加二级联赛，并于第一个赛季取得第8名。一个月后，İdmangücü、Karadenizgücü、Martıspor和Yolspor再次整合成特拉布宗体育。İdmanocağı和İdmangücü两家都不愿意接受同死敌合并，土耳其足协责令他们作出选择：İdmanocağı必须和特拉布宗体育合并，否则下个赛季球队将无法参加职业联赛。最终1967年8月2日İdmanocağı和İdmangücü终于答应合并，（还有两支小球会Karadenizgücü以及Martıspor参与合并）。这天也成为了特拉布宗体育俱乐部建立的时间。
1967年正式成立的特拉布宗体育在当年的二级联赛取得第6名，直到1974年他们终于升级到土超。

### 奥斯亚齐兹时代
阿密特·苏亚特·奥斯亚齐兹于1973年开始执教特拉布宗体育，他是前İdmanocağı球员，特拉布宗体育的创始者之一。他执教的第一个赛季就将球队带上土超，首个顶级联系赛季球队拿到了联赛第九名的成绩，第二个赛季球队一飞冲天拿下了土超联赛冠军，他们也成为了首家来自于伊斯坦布尔外的土耳其顶级联赛冠军，紧接着的1976–77赛季球队获得了联赛和杯赛双冠王。接下来整个70年代后半段和80年代初期球队拿到了6个联赛冠军，统治了大约10年土耳其足坛，在当时的欧洲冠军杯中也经历了洗礼，特拉布宗体育曾经以击败英格兰巨人利物浦而声名鹊起，而主帅奥斯亚齐兹也成为了一代名帅导演了这个王朝。

### 后奥斯亚齐兹时代
奥斯亚齐兹一直执教球队到1988赛季，他执教的后半阶段球队总是同联赛冠军失之交臂，但仍旧是土耳其国内最强的几支球队之一。而进入90年代到今天，特拉布宗体育一直排在伊斯坦布尔三强（加拉塔萨雷、费内巴切和贝西克塔斯）之后，但是总是与冠军无缘，直到2021–22赛季才终于再次取得联赛冠军，距离上次夺冠（1983–84赛季）已过去38年。

## 主场
特拉布宗的侯赛因·阿夫尼·阿克尔球场贯穿了俱乐部的整个历史，1951年建成当时刻容纳观众2万5千人。1967年、1981年、1994–1998年、2008年和2010年五次维修。现在的球场容量减少到19,649个座位。场地的尺寸为长105米宽68米，使用天然草皮。球场的名字的来源则是一位对特拉布宗当地体育发展有着杰出贡献的教师的名字。 

### 从属俱乐部

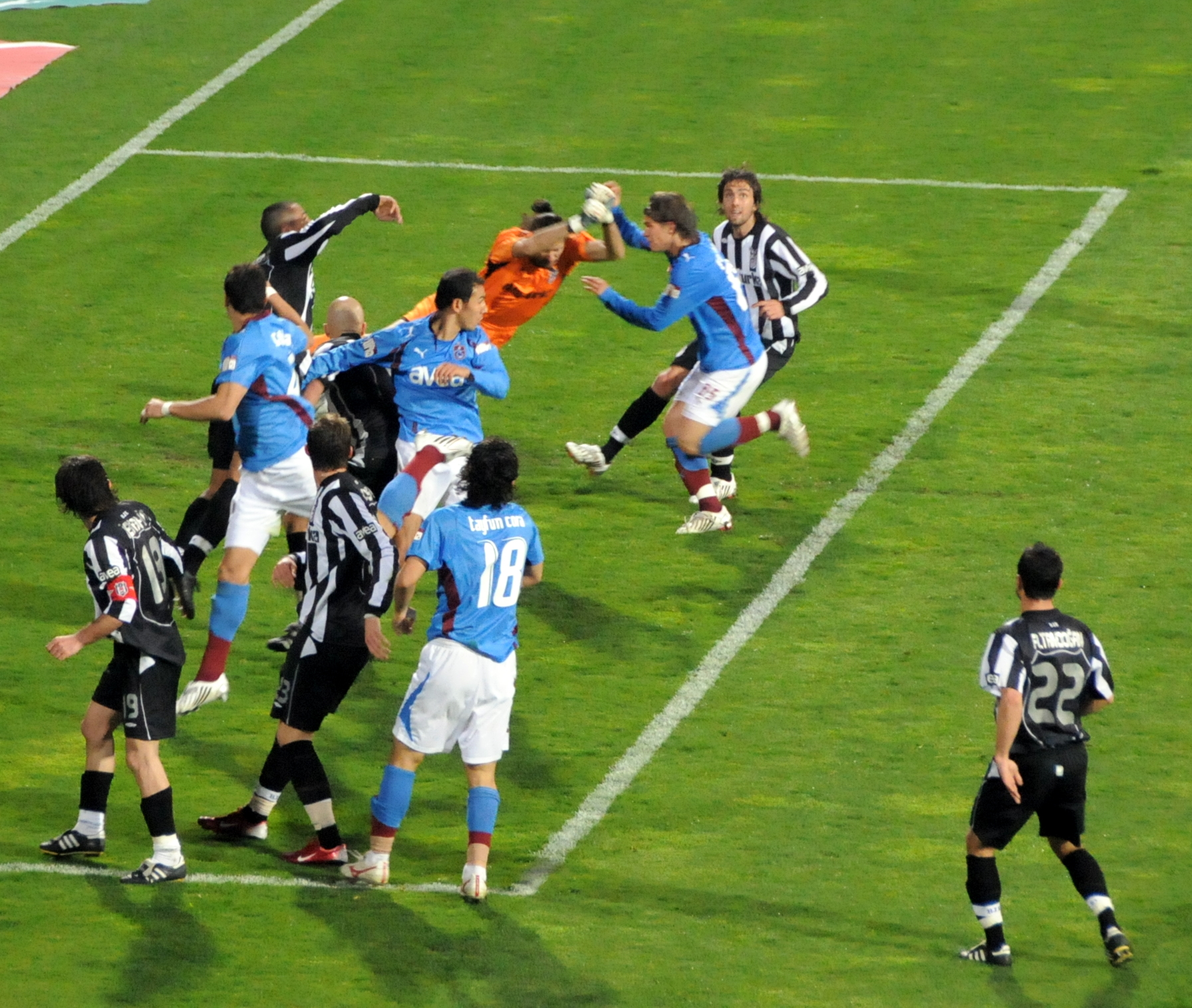
特拉布宗体育同劲敌贝西克塔斯之间的一场比赛

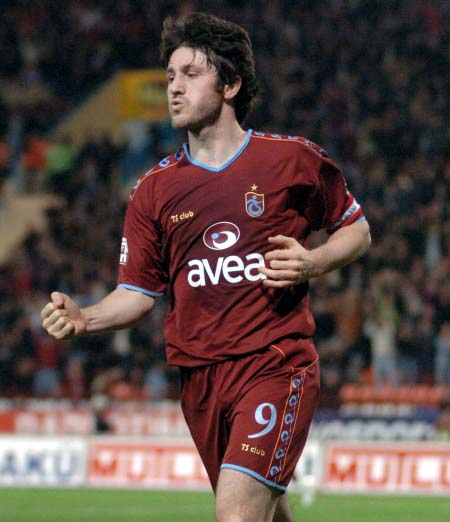
前俱乐部青年队明星，后成为射手王的法蒂赫·特克

- 特拉布宗体育A2是俱乐部的青年队名称，球队参加土耳其的A2联赛，球队的球员由18-20岁的年龄段构成也为成年队贡献了众多优秀球员，如俱乐部历史最佳射手哈米·曼迪拉利（英语：Hami Mandıralı）（218球）和后继者法蒂赫·特克（英语：Fatih Tekke）（在04-05赛季的土超联赛打进31球成为土超射手王）。

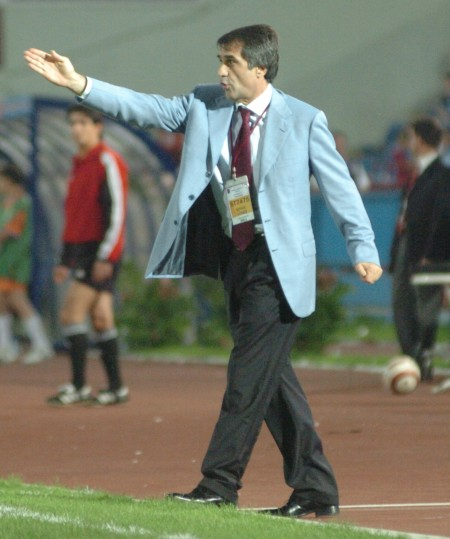
球队现任主帅——赛诺尔·古尼斯

- 特拉布宗体育的女足部门于2007年成立，2009年获得土耳其女足联赛冠军。

## 球员名单（2025/26）
1. 粗體字為新加盟球員（青年隊提升不計）。
2. 者為傷患球員。
3. 2025年夏季轉會窗：6月1日至6月10日，6月16日至9月1日。

### 現役名单
| 號碼  | 國籍                 | 球員                                     | 位置   | 年齡  |       |          |           |
| 門 將 | 門 將                | 門 將                                    | 門 將  | 門 將 | 門 將 | 門 將    | 門 將     |
| ----- | -------------------- | ---------------------------------------- | ------ | ----- | ----- | -------- | --------- |
| 1     | 土耳其               | 乌乌尔詹·恰克尔（Uğurcan Çakır）         | 門將   | 29    |       |          |           |
| 25    | 土耳其               | 奥努拉普·塞维坎（Onuralp Çevikkan）      | 門將   | 19    |       |          |           |
| 54    | 土耳其               | 穆哈迈特·塔哈·泰佩（Muhammet Taha Tepe） | 門將   | 24    |       |          |           |
| 後 衛 |                      |                                          |        |       |       |          |           |
| 4     | 土耳其               | 侯赛因·图克曼（Hüseyin Türkmen）         | 中后卫 | 27    |       |          |           |
| 77    | 土耳其               | 阿里夫·博斯卢克（Arif Boşluk）           | 左后卫 | 22    |       |          |           |
| 中 場 |                      |                                          |        |       |       |          |           |
| 6     | 法國                 | 巴蒂斯塔·门迪（Batista Mendy）           | 后腰   | 25    |       |          |           |
| 7     | 波斯尼亚和黑塞哥维那 | 埃丁·維什恰（Edin Višća）                | 边锋   | 35    |       |          |           |
| 前 鋒 |                      |                                          |        |       |       |          |           |
| 22    | 乌克兰               | 亞歷山大·祖布科夫（Oleksandr Zubkov）    | 右翼   | 28    |       |          |           |
| 94    | 土耳其               | 埃尼斯·德斯坦（Enis Destan）             | 前鋒   | 23    |       |          |           |
| —     | 奈及利亞             | （Paul Onuachu）                         | 中鋒   | 31    | 2025  | 南安普顿 | 700萬歐元 |

### 外借球員
| 號碼 | 國籍   | 球員                               | 位置   | 年齡 |
| ---- | ------ | ---------------------------------- | ------ | ---- |
| 2    | 義大利 | 莱扬·巴尼亚（Rayyan Baniya）       | 中后卫 | 26   |
| 16   | 土耳其 | 克瑞姆·森（Kerem Şen）             | 中场   | 23   |
| 27   | 埃及   | 马哈茂德·哈桑（Mahmoud Trezeguet） | 边鋒   | 30   |
| 33   | 土耳其 | 哥克坦·古普苏兹（Göktan Gürpüz）   | 中场   | 22   |

## 球隊獎項

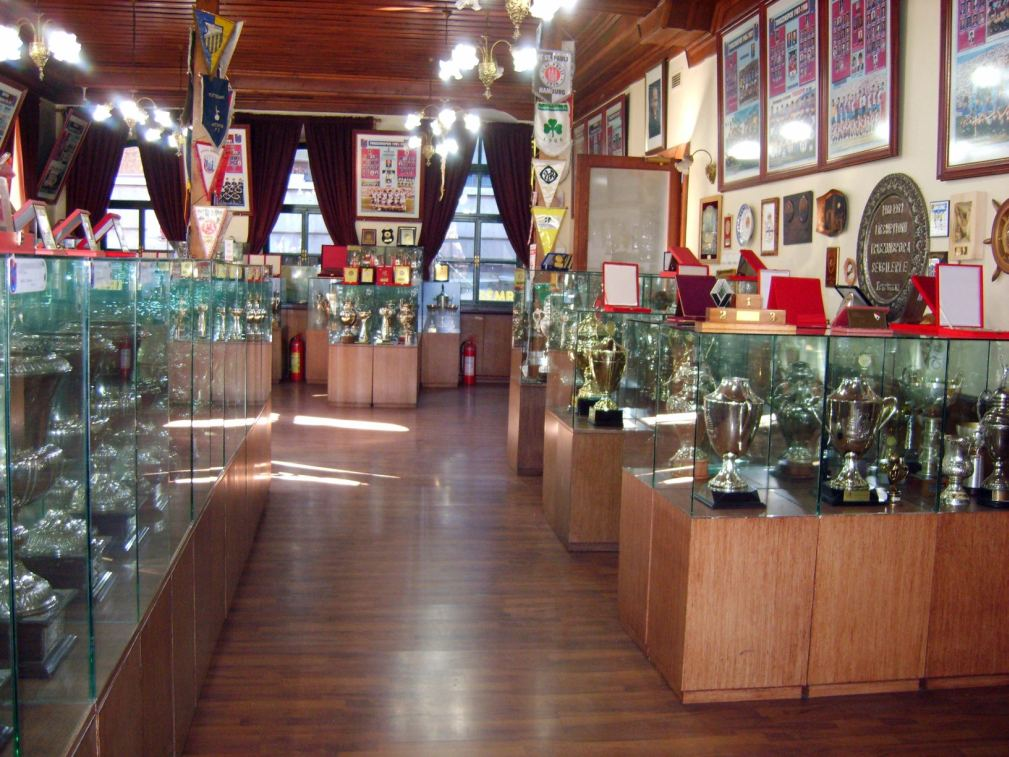
特拉布宗体育的荣誉陈列室

### 聯賽
- 土耳其足球超級聯賽
  - 冠軍 (7次): 1975–76, 1976–77, 1978–79, 1979–80, 1980–81, 1983–84, 2021–22
  - 亞軍 (7次): 1977–78, 1981–82, 1982–83, 1994–95, 1995–96, 2003–04, 2004–05

### 盃賽
- 土耳其盃
  - 冠軍 (8次): 1977, 1978, 1984, 1992, 1995, 2003, 2004, 2010
  - 亞軍 (5次): 1975, 1976, 1985, 1990, 1997

- 土耳其超級盃
  - 冠軍 (8次): 1976, 1977, 1978, 1979, 1980, 1983, 1995, 2010
  - 亞軍 (3次): 1981, 1984, 1992

- 土耳其聯賽盃
  - 冠軍 (5次): 1976, 1978, 1985, 1994, 1996
  - 亞軍 (7次): 19661, 1975, 1990, 1991, 1993, 1997, 1998